# 8è Cos (Regne Unit)
El VIII Cos (anglès: VIII Corps) va ser una formació de l'exèrcit britànic que existí durant la Primera i la Segona Guerres Mundials.

## Abans de la I Guerra Mundial
El 1876 es publicà per a les forces a Gran Bretanya i Irlanda un Esquema de Mobilització, que incloïa 8 cossos d'exèrcit de l'Exèrcit Actiu. El 8è Cos tenia el quarter general a Edinburgh, i era principalment una formació de milícia. El 1880, el seu ordre de batalla era com segueix:
- 1a Divisió (Edinburgh)
  - 1a Brigada (Edinburgh)
    - Milícia Kerry (Tralee), Milícia de Northumberland (Alnwick), Milícia Fermanagh (Enniskillen)

  - 2a Brigada
    - Milícia Antrim (Belfast), Milícia Cavan (Cavan), Milícia Donegal (Lifford)

  - Divisióal Troops
    - 50a a Peu (Edinburgh), Ayrshire Yeomanry (Ayr)

  - Artilleria
    - O/2a Brigada RA (Glasgow)
- 2a Divisió (Glasgow)
  - 1a Brigada (Glasgow)
    - Milícia Fronterera dels Highlands (Stirling), Milícia de Rifles dels Highlands (Dingwall), Milícia Fronterera Escocesa (Dumfries)

  - 2a Brigada (Hamilton)
    - Milícia Cumberland (Carlisle), 1a Milícia Durham (Barnard Castle), 2a Milícia Durham (Durham)

  - Tropes Divisionàries 
    - Queen's Own Lanarkshire Yeomanry (Glasgow)
- 3a Divisió (Melrose)
  - 1a Brigada (Melrose)
    - Milícia de York Oriental (Beverley), Milícia de York Nord (Richmond), Milícia Westmoreland (Carlisle)

  - 2a Brigada
    - 5a Milícia Lancashire (Burnley), 6a Milícia Lancashire (Richmond), 7a Milícia Lancashire (Bury)

  - Tropes Divisionàries 
    - Northumberland and Newcastle Yeomanry (Newcastle)
- Brigada de Cavalleria
  - Westmorland and Cumberland Yeomanry (Penrith), Lanark Yeomanry (Lanark), East Lothian Yeomanry (Dunbar)

Aquest esquema es va mantenir fins al 1881.

## I Guerra Mundial

### Gal·lípoli
El VIII Cos va formar-se a Gal·lípoli durant la I Guerra Mundial. El principal front de batalla britànic es trobava al cap Helles, a la punta de la península de Gal·lípoli. A mesura que la batalla s'estancava, arribaren més divisions com a reforços. Al maig de 1915, aquestes divisions es trobaven incorporades al "Cos d'Exèrcit Britànic", que va ser redissenyat com a VIII Cos el juny. El comandant del cos era el tinent general Aylmer Hunter-Weston. Quan va ser rellevat com a comandant per malaltia, el cos va passar a les ordres del general Francis Davies.
Durant la campanya de Gal·lípoli, el cos contenia les següents unitats:
- 29a Divisió - (traslladada al IX Corps a Suvla durant l'agost)
- 42a Divisió d'Infanteria (East Lancashire)
- 52a Divisió d'Infanteria (Lowland)
- Reial Divisió Naval
- 29a Brigada d'Infanteria Índia - (traslladada al Cos d'Exèrcit Australià i Neozelandès durant l'agost)
- Cos d'Enginyers Reials - 13a Base Park Company, 254a Companyia de tunelització i una unitat postal

### Front occidental
Després de l'evacuació de Gal·lípoli, el cos va ser reformat a França el març de 1916, de nou sota el comandament de Hunter-Weston, i participà en la batalla del Somme.
El VIII Cos va ser dissolt el juny de 1918 quan Hunter-Weston es traslladà al XVIII Cos; no obstant, el cos va ser redissenyat com a VIII Cos el juliol de 1918.

## II Guerra Mundial

### Defensa local
El VIII Cos formà part de les Home Forces al Regne Unit durant les primeres etapes de la Segona Guerra Mundial. Durant la tardor de 1940, presidia sobre les divisions 3a i 48a (South Midland).
Posteriorment també comandaria la 77a Divisió d'Infanteria.
Estava estacionat a Pyrland Hall, prop de Cheddon Fitzpaine a Somerset, i la seva missió era comandar la defensa de Somerset, Devon, Cornwall i Bristol.

### Nord-est europeu
El VIII Cos va combatre al Front Occidental el 1944 i 1945 com a part del Segon Exèrcit. Des del 21 de gener al 27 de novembre de 1944 va ser comandat pel Tinent General Richard O'Connor.
En començar la campanya de Normandia comprenia:
- Divisió Cuirassada de la Guàrdia (posteriorment transferida al XXX Cos)
- 11a Divisió Cuirassada (posteriorment transferida al XXX Cos)
- 15a Divisió d'Infanteria (Escocesa) (posteriorment transferida al XII Cos)
- 6a Brigada de Tancs de la Guàrdia
- 8è Grup de l'Exèrcit de l'Artilleria Reial[7]
  - 25è Regiment de Camp, RA[8]
  - 61è Regiment Mitjà (Caernarvon & Denbigh Yeomanry), RA[9]
  - 63è Regiment Mitjà, RA[10]
  - 77è Regiment Mitjà (Duke of Lancaster's Own Yeomanry), RA[11]
  - 53rd Regiment Pessat (Bedfordshire Yeomanry), RA[12]
- Cos de tropes:[13]
  - 2n Regiment de Cavalleria Household
  - 91è Regiment Anti-tanc (Argyll and Sutherland Highlanders), RA[14][15]
  - 121è Regiment Antiaeri lleuger (Leicestershire Regiment), RA[16][17]
  - 10è Regiment Survey, RA[18]
  - VIII Corps Troops, Royal Engineers
  - VIII Cos Senyals

Va tenir un paper principal a les operacions Epsom, Jupiter, Goodwood i Bluecoat, abans de ser reduït en nombre i traslladat a la reserva abans de la sortida de Normandia.
El cos realitzà un paper de suport durant l'operació Horta al flanc oriental del XXX Cos, amb el XII Cos, a l'oest del XXX Cos, capturant les ciutats neerlandeses de Deurne i Helmond, i participant en l'avanç cap a Venray i Venlo. A l'operació Constel·lació, que començà el 12 d'octubre de 1944, el VIII Cos, ara comandat pel tinent general Evelyn Barker, i posteriorment prengué part a l'operació Plunder, travessà l'Elba i ocupà Plön a Schleswig-Holstein.

## Post-guerra
Al període immediatament posterior a la guerra, el Cos formà el VIII Districte de Cos a Schleswig-Holstein abans de ser dissolt el 1946. La seva composició final era:
- 4a Brigada Cuirassada
- Brigada d'Infanteria Jueva
- 7a Divisió Cuirassada
  - 22a Brigada Cuirassada
  - 131a Brigada d'Infanteria (destacada a Berlín)
  - 13a Brigada d'Infanteria (adscrita des de la 5a Divisió)
- 15a Divisió d'Infanteria (Escocesa)
  - 46a Brigada d'Infanteria

## Comandants
Entre els comandants estan:
- 1915–1918 Tinent General Sir Aylmer Hunter-Weston[21]
- Juliol 1940 – Maig 1941 Tinent General Harold Franklyn
- Maig – Novembre 1941 Tinent General Kenneth Anderson
- Novembre 1941 – Jan 1943 Tinent General Arthur Grassett
- Gener – Juliol 1943 Tinent General Herbert Lumsden
- Juliol – Agost 1943 Tinent General Sir Richard McCreery
- Novembre 1943 – Gener 1944 Tinent General John Harding
- Gener – Novembre 1944 Tinent General Sir Richard O'Connor
- Desembre 1944 – Abril 1946 Tinent General Evelyn Barker